# Meridiotroctes meridionale
Meridiotroctes meridionale là một loài bọ cánh cứng trong họ Cerambycidae.